# رافاييل كوشيا
رافاييل كوشيا (بالإيطالية: Raffaele Coscia)‏ هو لاعب كرة قدم إيطالي في مركز حراسة المرمى، ولد في 25 مارس 1983 في ساليرنو في إيطاليا. لعب مع نادي روما ونادي فوجيا.